# Сара (приток Шапши)
Сара — река в России, протекает по Подпорожскому и Лодейнопольскому районам Ленинградской области. Длина реки — 26 км, площадь водосборного бассейна — 131 км².
Река берёт начало из Кодозера, восточнее озера Антик, западнее Парозера. Ближайший к истоку населённый пункт — деревня Матрёновщина. Течёт на юго-запад, трижды пересекает границу районов. В 12 км от устья принимает правый приток — Лижму.
Впадает в Шапшу с левого берега в 10 км от устья последней, западнее деревень Ратигора и Левково.

## Данные водного реестра
По данным государственного водного реестра России относится к Балтийскому бассейновому округу, водохозяйственный участок реки — Свирь, речной подбассейн реки — Свирь (включая реки бассейна Онежского озера). Относится к речному бассейну реки Нева (включая бассейны рек Онежского и Ладожского озера).
Код объекта в государственном водном реестре — 01040100812102000013116.